# Голиков, Константин Николаевич
Константин Николаевич Голиков (18 мая 1910, с. Грязи, Грязинская волость, Липецкий уезд, Тамбовская губерния — 9 декабря 1979, Омск, Омская область) — советский государственный и политический деятель, председатель Омского областного исполнительного комитета.

## Биография
Родился в 1910 году в селе Грязи Грязинского района Воронежской области (на тот момент — Грязинской волости Липецкого уезда Тамбовской губернии).
В сентябре 1924 — феврале 1928 годов учился в железнодорожной школе фабрично-заводского ученичества на станции Грязи Юго-Восточной железной дороги.
В феврале 1928 — сентябре 1931 годов работал на станции Грязи Юго-Восточной железной дороги слесарем, мастером, помощником
машиниста, машинистом паровозного депо.
В сентябре 1931 — октябре 1933 годов работал в Омском депо Омской железной дороги машинистом, техником, инженером, старшим инженером.
В октябре 1933 — сентябре 1935 годов учился на дневном отделении Омского филиала Томского электромеханического института железнодорожного транспорта, по окончании которого (в 1935 году) получил звание инженер-механик паровозного хозяйства.
В сентябре — ноябре 1935 года работал в паравозной службе Омской железной дороги старшим инженером.
В ноября 1935 — марте 1937 годов служил в 21-м строительном железнодорожном полку 5-й бригады особого корпуса железнодорожных войск в звании красноармейца на станции Манзовка Черниговского района Дальневосточного края.
В марте — августе 1937 года работал в паровозной службе управления Омской железной дороги начальником отдела труда и зарплаты.
В августе 1937 — июне 1939 годов — там же, начальником локомотивного отдела.
В июне 1939 — сентябре 1943 года работал начальником паровозного депо на станции Омской железной дороги в городе Барабинск Новосибирской области.
В 1940 году стал членом ВКП (б).
В сентябре 1943 — апреле 1945 годов работал заместителем начальника паровозной службы управления Омской железной дороги.
В апреле 1945 — октябре 1947 годов работал начальником паровозного депо Омской железной дороги.
В октябре 1947 — сентябре 1950 годов работал начальником Омского отделения Омской железной дороги.
В сентябре 1950 — июле 1952 годов был слушателем московской Академии железнодорожного транспорта.
В июле 1952 — июне 1954 годов работал заместителем начальника Омской железной дороги.
В июне 1954 — сентябре 1957 годов работал начальником Омской железной дороги.
В сентябре 1957 — январе 1963 годов работал секретарём Омского областного комитета КПСС.
В январе 1963 — декабре 1964 годов работал первым секретарём Омского промышленного областного комитета КПСС.
В декабре 1964 — январе 1968 годов работал вторым секретарём Омского областного комитета КПСС.
В январе 1968 — марте 1973 годов работал председателем исполнительного комитета Омского областного Совета депутатов трудящихся.
В марте 1973 — декабре 1979 годов был персональным пенсионером союзного значения, проживал в городе Омске.
Избирался депутатом Верховного Совета РСФСР 6-го, 7-го, 8-го созывов.
Умер в декабре 1979 года в Омске.
Похоронен на Старо-Северном кладбище Омска.

## Награды
- Три ордена Ленина.
- Шесть орденов Трудового Красного Знамени.
- Медаль «За доблестный труд в Великой Отечественной войне 1941—1945 гг.».